# Női 100 méteres mellúszás az 1970-es úszó-Európa-bajnokságon
Az  1970-es úszó-Európa-bajnokságon a női 100 méteres mellúszás selejtezőit szeptember 6-án, a döntőt szeptember 7-én rendezték. A versenyszámban 19-en indultak. A győztes a szovjet Galina Prozumenscsikova lett.
A magyar színeket Kovács Edit képviselte, aki a 13. helyen végzett.

## Rekordok
|              | Név                     | Nemzet      | Idő    | Helyszín    | Dátum               |
| ------------ | ----------------------- | ----------- | ------ | ----------- | ------------------- |
| Világcsúcs   | Catie Ball              | USA         | 1:14,2 | Los Angeles | 1968. augusztus 25. |
| Európa-csúcs | Galina Prozumenscsikova | Szovjetunió | 1:15,4 | Tallinn     | 1968. április 3.    |

A versenyen új rekord született:
| Európa-bajnoki csúcs | selejtező | Szovjetunió Galina Prozumenscsikova | 1:15,5 | Barcelona, Spanyolország | szeptember 6. |

## Eredmények
A rövidítések jelentése a következő:
| - Q: továbbjutás időeredmény alapján - ECR: Európa-bajnoki rekord | - ER: Európa-rekord - NR: országos rekord |

### Selejtezők
| Helyezés | Futam | Név                     | Nemzet             | Idő    | Megj.  |
| -------- | ----- | ----------------------- | ------------------ | ------ | ------ |
| 1.       | 1     | Galina Prozumenscsikova | Szovjetunió        | 1:15,5 | Q, ECR |
| 2.       | 2     | Alla Grebennyikova      | Szovjetunió        | 1:17,0 | Q      |
| 3.       | 1     | Dorothy Harrison        | Egyesült Királyság | 1:17,3 | Q      |
| 4.       | 2     | Uta Fromater            | NSZK               | 1:17,5 | Q      |
| 5.       | 3     | Amanda Radnage          | Egyesült Királyság | 1:18,7 | Q      |
| 6.       | 3     | Hannelore Putz          | NDK                | 1:18,8 | Q      |
| 7.       | 1     | Erika Ruegg             | Svájc              | 1:18,9 | Q, NR  |
| 8.       | 3     | Ann O’Connor            | Írország           | 1:19,2 | Q      |
| 9.       | 2     | Yvonne Brage            | Svédország         | 1:19,2 |        |
| 10.      | 3     | Sylvia Langer           | NDK                | 1:19,6 |        |
| 11.      | 2     | Alie Te Riet            | Hollandia          | 1:19,7 |        |
| 12.      | 3     | Ðurđica Bjedov          | Jugoszlávia        | 1:19,9 |        |
| 13.      | 2     | Kovács Edit             | Magyarország       | 1:20,4 |        |
| 14.      | 3     | Monica Bergquist        | Svédország         | 1:20,7 |        |
| 15.      | 1     | Monika Sobeck           | NSZK               | 1:20,9 |        |
| 16.      | 1     | Jaroslava Slavíčková    | Csehszlovákia      | 1:21,6 |        |
| 17.      | 3     | Grete Mathissen         | Norvégia           | 1:22,7 | NR     |
| 18.      | 2     | Mary Ionnidu            | Görögország        | 1:23,8 |        |
| 19.      | 1     | Elizaveta Kaleseva      | Bulgária           | 1:24,8 |        |

### Döntő
| Helyezés | Pálya | Név                     | Nemzet             | Idő    | Megj. |
| -------- | ----- | ----------------------- | ------------------ | ------ | ----- |
|          | 4     | Galina Prozumenscsikova | Szovjetunió        | 1:15,6 |       |
|          | 6     | Uta Fromater            | NSZK               | 1:16,9 |       |
|          | 5     | Alla Grebennyikova      | Szovjetunió        | 1:16,9 |       |
| 4.       | 3     | Dorothy Harrison        | Egyesült Királyság | 1:17,0 | NR    |
| 5.       | 2     | Amanda Radnage          | Egyesült Királyság | 1:17,7 |       |
| 6.       | 8     | Ann O’Connor            | Írország           | 1:18,4 |       |
| 7.       | 7     | Hannelore Putz          | NDK                | 1:18,9 |       |
| 8.       | 1     | Erika Ruegg             | Svájc              | 1:19,0 |       |